# Буковинський ліцей-інтернат з посиленою військово-фізичною підготовкою
Буковинський ліцей з посиленою військово-фізичною підготовкою — середній навчальний заклад, ліцей з посиленою військово-фізичною підготовкою у Новодністровську.

## Історія
Обласний комунальний навчальний заклад (ОКНЗ) «Буковинський ліцей-інтернат з посиленою військово-фізичною підготовкою» — це перший на Буковині навчальний заклад нового типу військово-спортивного профілю. Він забезпечує реалізацію права дитини на освіту відповідно до здібностей і нахилів особистості. Заклад заснований Чернівецькою обласною радою (рішення Чернівецької обласної ради № 320-р від 30.06.2004 р.).
У Буковинському ліцеї навчаються учні 8-11 класів. Пріоритетним у виховній роботі ліцею є формування гармонійно розвиненої і національно свідомої особистості, здатної до саморозвитку, наділеної глибокою громадянською відповідальністю, високими духовними якостями, родинними і патріотичними почуттями.
Фізичному загартуванню ліцеїстів сприяють заняття в гуртках та спортивних секціях з баскетболу, волейболу, футболу, атлетизму. Випускники ліцею, вихованці гуртка «Рукопашний бій», разом з атестатом про повну середню освіту отримують Міжнародний сертифікат інструктора рукопашного бою з правом викладання.
У закладі постійно проводяться спартакіади, змагання з різних видів спорту. Збірні команди з футболу та баскетболу неодноразово були переможцями міських та призерами обласних змагань.
З ініціативи адміністрації закладу запроваджено заохочувальні відзнаки ліцею: нагрудний знак «Зразковий ліцеїст» та «Ліцеїст-спортсмен».
Дуже важливим та значущим для кожного вихованця ліцею стало свято «День ліцеїста», яке припадає на Покрову. В цей день новоприбулі учні складають присягу, стають повноправними членами кадетського братства.
Адміністрація закладу постійно дбає про оновлення та розширення матеріально-технічної бази. У 2011 році відкрито II корпус, в якому розміщені спальні приміщення, атлетичний та спортивний зали. Власними силами була створена смуга перешкод та спортивний майданчик, що використовуються для практичних занять з військової та спортивної підготовки.
Для вихованців закладу створені навчальні кабінети, які обладнані технічними засобами навчання. У кабінетах інформатики та географії встановлено інтерактивні дошки, читальний зал бібліотеки обладнаний комп'ютером та мультимедійною системою, де вчителі та вихователі можуть проводити уроки та виховні заходи, а ліцеїсти — працювати в мережі Internet. Ліцеїсти щоденно займаються в добре оснащених спортивних та тренажерному залах.
Випускники ліцею є курсантами та студентами військових закладів Міністерства оборони, вишів Міністерства внутрішніх справ України, Державної служби з надзвичайних ситуацій України, Національної академії державної прикордонної служби, Національної академії Служби Безпеки України, вищих навчальних закладів юридичного та спортивного профілю, цивільних ВНЗ різних рівнів акредитації.
Буковинський ліцей молодий заклад, проте досить перспективний. Час, результативність діяльності, ріст охочих навчатися в ліцеї є доказом того, що такі заклади потрібні. Маючи чудову матеріальну базу, досвідчених педагогів, талановитих, цілеспрямованих учнів він має всі шанси стати одним з найкращих закладів нового типу, кузнею офіцерів, які мріють стати генералами.

## Керівництво
- Начальник ліцею — Ткач Юрій Семенович
- з навчальної роботи — Анастіна Ірина Іванівна